# Willard Robertson
Pour les articles homonymes, voir Robertson.
Willard Robertson, né le 1er janvier 1886 dans le comté de Runnels (lieu indéterminé) (Texas), mort le 5 avril 1948 à Hollywood — Quartier de Los Angeles (Californie), est un acteur, dramaturge, metteur en scène et romancier américain.

## Biographie
Au théâtre, Willard Robertson joue à Broadway (New York) entre 1907 et 1930, dans quinze pièces, dont The Warrens of Virginia de William C. de Mille en 1907-1908, aux côtés de Cecil B. DeMille (qu'il retrouvera à l'écran, notamment sur Pacific Express en 1939) et de Mary Pickford (faisant ses débuts à Broadway). Il est lui-même l'auteur de quatre pièces représentées sur les planches new-yorkaises (dont la dernière qu'il y interprète, en 1930), l'une qu'il met également en scène, et deux qui seront ensuite portées à l'écran.
Au cinéma, excepté un film muet en 1924, sa carrière d'acteur (comme second rôle de caractère) se déroule durant la période du parlant, avec cent-quarante-quatre films américains (dont des westerns) de 1930 à 1948, année de sa mort. Parmi ses films notables, mentionnons Je suis un évadé de Mervyn LeRoy (1932, avec Paul Muni et Glenda Farrell), L'Odyssée des Mormons d'Henry King (1940, avec Dean Jagger et Tyrone Power), ou encore La Brune de mes rêves d'Elliott Nugent (1947, avec Bob Hope et Dorothy Lamour).
On doit aussi à Willard Robertson trois romans, dont Moontide (publié en 1940), adapté au cinéma sous le même titre original (titre français : La Péniche de l'amour ; film d'Archie Mayo sorti en 1942, avec Jean Gabin et Ida Lupino).

## Théâtre (à Broadway)
(pièces, comme acteur, sauf mention contraire ou complémentaire)
- 1907 : The Builders de Marion Fairfax, avec Tully Marshall, Marion Fairfax
- 1907-1908 : The Warrens of Virginia (en) de William C. de Mille, production de David Belasco, avec Cecil B. DeMille, Emma Dunn, Mary Pickford, Charles Waldron (adaptée au cinéma en 1915)
- 1912 : The Trail of the Lonesome Pine d'Eugene Walter, avec Burton Churchill, William S. Hart
- 1912 : The Brute de Frederic Arnold Krummer
- 1920 : Big Game, avec Charles Halton (comme auteur, conjointement avec Kilbourn Gordon ; pièce adaptée au cinéma : voir filmographie ci-dessous)
- 1920-1921 : Miss Lulu Bett de Zona Gale, avec Louise Closser Hale (adaptée au cinéma en 1921)
- 1921 : The Detour d'Owen Davis
- 1921-1922 : Le Mari de l'Indienne (The Squaw Man) d'Edwin Milton Royle (3e adaptation au cinéma en 1931)
- 1923 : Icebound d'Owen Davis, avec Edna May Oliver
- 1924 : Lazybones d'Owen Davis, avec George Abbott (adaptée au cinéma en 1925)
- 1925 : The Sea Woman, avec Charles Halton, Paul Kelly, Blanche Yurka (comme auteur ; pièce adaptée au cinéma : voir filmographie ci-dessous)
- 1927 : Black Velvet, avec Arthur Byron (comme auteur et metteur en scène)
- 1927-1928 : The Racket de Bartlett Cormack (en), avec John Cromwell, Norman Foster, Edward G. Robinson (adaptée au cinéma en 1928)
- 1928 : Rope de David Wallace et T.S. Stribling, avec Elizabeth Patterson, Crane Wilbur
- 1928-1929 : The Front Page de Ben Hecht et Charles MacArthur, mise en scène de George S. Kaufman, avec Walter Baldwin, George Barbier, Joseph Calleia, Eduardo Ciannelli (1re adaptation au cinéma en 1931)
- 1929-1930 : Winter Bound de Thomas H. Dickinson, avec Aline MacMahon
- 1930 : This Man's Town, avec Eduardo Ciannelli, Sam Levene, Marjorie Main, Pat O'Brien (comme auteur et acteur)

## Filmographie partielle
(comme acteur, sauf mention contraire ou complémentaire)
- 1921 : Big Game de Dallas M. Fitzgerald (comme auteur de la pièce éponyme adaptée)
- 1924 : Daughters of the Night d'Elmer Clifton (comme acteur et adaptateur de son histoire originale)
- 1925 : Why Women Love d'Edwin Carewe (comme auteur de la pièce The Sea Woman adaptée)
- 1930 : Le Dernier des Duane (The Last of the Duanes) d'Alfred L. Werker
- 1931 : Les Carrefours de la ville (City Streets) de Rouben Mamoulian
- 1931 : The Ruling Voice de Rowland V. Lee
- 1931 : The Lawyer's Secret de Louis Gasnier et Max Marcin (non crédité)
- 1931 : Graft de Christy Cabanne
- 1931 : Skippy de Norman Taurog
- 1931 : Le Siffleur tragique (Fair Warning) de Alfred L. Werker
- 1932 : Non coupable (Guilty as Hell) d'Erle C. Kenton
- 1932 : Je suis un évadé (I am a Fugitive from a Chain Gang) de Mervyn LeRoy
- 1932 : Okay, America!, de Tay Garnett
- 1932 : Fille de feu (Call Her Savage) de John Francis Dillon
- 1932 : Docteur X (Doctor X) de Michael Curtiz
- 1932 : Frisco Jenny de William A. Wellman
- 1932 : Tom Brown of Culver de William Wyler
- 1932 : Le Visage masqué (Behind the Mask) de John Francis Dillon
- 1932 : The Famous Ferguson Case de Lloyd Bacon
- 1933 : Le Signal (Central Airport) de William A. Wellman et Alfred E. Green
- 1933 : Tugboat Annie de Mervyn LeRoy
- 1933 : Another Language d'Edward H. Griffith
- 1933 : Les Enfants de la crise (Wild Boys of the Road) de William A. Wellman
- 1933 : Toujours dans mon cœur (Ever in My Heart) d'Archie Mayo
- 1933 : Female de Michael Curtiz
- 1933 : Scandales romains (Roman Scandals) de Frank Tuttle
- 1933 : The World Changes de Mervyn LeRoy
- 1933 : Le Tombeur (Lady Killer) de Roy Del Ruth
- 1933 : Destination inconnue (Destination Unknown), de Tay Garnett
- 1934 : Miracle d'amour (Have a Heart) de David Butler
- 1934 : Franc Jeu (Gambling Lady) d'Archie Mayo
- 1934 : L'Homme de quarante ans (Upperworld) de Roy Del Ruth
- 1934 : C'était son homme de Lloyd Bacon
- 1934 : Agent no 13 (Operator 13) de Richard Boleslawski
- 1934 : Le Mystère du rapide (Murder in the Private Car) de Harry Beaumont
- 1934 : Femme d'intérieur (Housewife) d'Alfred E. Green
- 1934 : L'Ultime Sacrifice (Mills of the Gods) de Roy William Neill
- 1934 : Mariage secret (The Secret Bride) de William Dieterle
- 1934 : Deux tout seuls (Two Alone) d'Elliott Nugent
- 1935 : Furie noire (Black Fury) de Michael Curtiz
- 1935 : Tempête au cirque (O'Shaughnessy's Boy), de Richard Boleslawski
- 1935 : L'Enfer (Dante's Inferno) de Harry Lachman
- 1936 : Le Fils du désert (Three Godfathers) de Richard Boleslawski
- 1936 : Sous les ponts de New York (Winterset) d'Alfred Santell
- 1936 : L'Enchanteresse (The Gorgeous Hussy) de Clarence Brown
- 1936 : Dangerous Waters de Lambert Hillyer
- 1936 : Le Dernier des Mohicans (The Last of the Mohicans) de George B. Seitz
- 1936 : L'Homme qui vécut deux fois (The Man who lived Twice) de Harry Lachman
- 1936 : Le Premier Né (The First Baby) de Lewis Seiler
- 1937 : Exclusive d'Alexander Hall
- 1937 : Park Avenue Logger de David Howard
- 1937 : Deux Femmes (John Meade's Woman) de Richard Wallace
- 1937 : Sa dernière chance (This is My Affair) de William A. Seiter
- 1937 : Le Rescapé (The Go Getter) de Busby Berkeley
- 1937 : Le Dernier Gangster (The Last Gangster) d'Edward Ludwig
- 1938 : Casier judiciaire (You and Me) de Fritz Lang
- 1938 : Les Hommes volants (Men with Wings) de William A. Wellman
- 1938 : Kentucky de David Butler
- 1938 : La Loi de la pègre (Gangs of New York) de James Cruze
- 1939 : Le Brigand bien-aimé (Jesse James) d'Henry King
- 1939 : Bataille rangée (Range War) de Lesley Selander
- 1939 : Pacific Express (Union Pacific) de Cecil B. DeMille
- 1939 : À chaque aube je meurs (Each Dawn I die) de William Keighley
- 1940 : L'Odyssée des Mormons (Brigham Young) d'Henry Hathaway
- 1940 : L'Aventure d'une nuit (Remember the Night) de Mitchell Leisen
- 1940 : Mon petit poussin chéri (My Little Chickadee) d'Edward F. Cline
- 1940 : Les Tuniques écarlates (North West Mounted Police) de Cecil B. DeMille
- 1941 : L'Escadrille des jeunes (I wanted Wings) de Mitchell Leisen
- 1941 : Texas, de George Marshall
- 1941 : Les Voyages de Sullivan (Sullivan's Travels) de Preston Sturges
- 1941 : The Night of January 16th de William Clemens

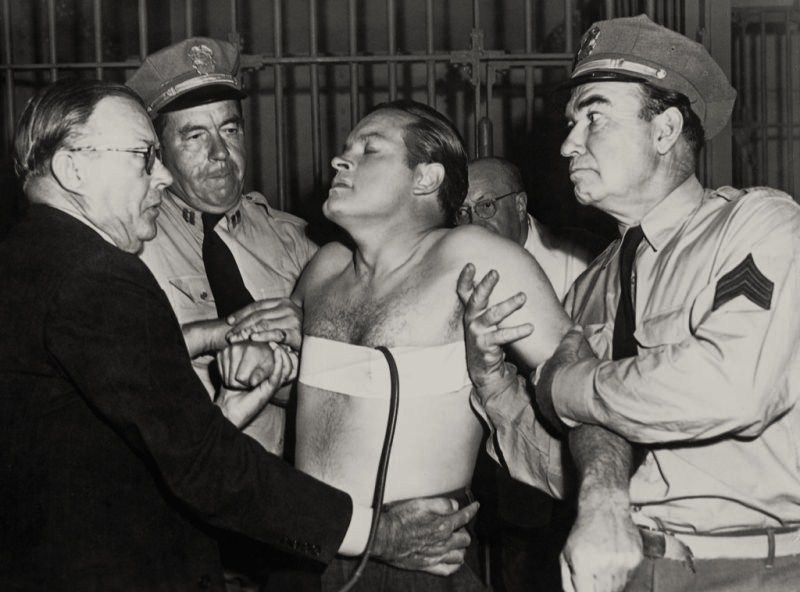
Willard Robertson (à gauche) avec Bob Hope (au centre), dans La Brune de mes rêves (1947)

- 1942 : Danseuse de cabaret (Juke Girl) de Curtis Bernhardt
- 1942 : La Péniche de l'amour (Moontide) d'Archie Mayo (comme auteur du roman éponyme adapté)
- 1942 : La Sentinelle du Pacifique (Wake Island) de John Farrow
- 1943 : Air Force d'Howard Hawks
- 1943 : La Dangereuse Aventure (No Time for Love) de Mitchell Leisen
- 1943 : L'Étrange Incident (The Ox-Bow Incident) de William A. Wellman
- 1943 : Intrigues en Orient (Background to Danger) de Raoul Walsh
- 1944 : Crime au pensionnat (Nine Girls) de Leigh Jason
- 1945 : Le Grand Bill (Along Came Jones) de Stuart Heisler
- 1946 : À chacun son destin (To Each His Own) de Mitchell Leisen
- 1946 : Les Indomptés (Renegades) de George Sherman
- 1946 : Ses premières ailes (Gallant Journey) de William A. Wellman
- 1947 : Le Repaire du forçat (Deep Valley) de Jean Negulesco
- 1947 : La Brune de mes rêves (My Favorite Brunette) d'Elliott Nugent
- 1948 : Bonne à tout faire (Sitting Pretty) de Walter Lang
- 1948 : Massacre à Furnace Creek (Fury at Furnace Creek) d'H. Bruce Humberstone

## Romans
- 1940 : Moontide, Carrick & Evans, Inc., New York, 309 pp.
- 1943 : South from Yesterday, J.B. Lippincott Company, New York et Philadelphie, 220 pp.
- 1944 : Oasis, J.B. Lippincott Company, New York et Philadelphie, 309 pp.